# Al·lanita-(Sm)
L'al·lanita-(Sm) és un mineral de la classe dels silicats que pertany al grup de l'al·lanita.

## Característiques
L'al·lanita-(Sm) és un sorosilicat de fórmula química (CaSm)(AlAlFe²⁺)O[Si₂O₇][SiO₄](OH). Va ser aprovada com a espècie vàlida per l'Associació Mineralògica Internacional en el mes de març de l'any 2024. Cristal·litza en el sistema monoclínic. Va ser publicada a la revista internacional American Mineralogist per Adam Pieczka et al. en el mes de setembre de 2024 amb el títol Allanite-(Sm), CaSm(Al2Fe2+)(Si2O7)(SiO4)O(OH), the third samarium mineral from Jordanów Śląski, Lower Silesia, Poland.
L'exemplar que va servir per a determinar l'espècie, el que es coneix com a material tipus, es troba conservat a les col·leccions del museu mineralògic de la Universitat de Breslau, Polònia, amb el número de catàleg: MMUWr IV8151.

## Formació i jaciments
Va ser descoberta en una pedrera de serpentinita situada aproximadament 1 km a l'oest del poble de Jordanów Śląski, uns 30 km al sud de Breslau (Voivodat de Baixa Silèsia, Polònia). Aquest indret és l'únic de tot el planeta on ha estat descrita aquesta espècie mineral.